# Dactylaimus aequalis
Dactylaimus aequalis är en rundmaskart som beskrevs av Nathan Augustus Cobb 1920. Dactylaimus aequalis ingår i släktet Dactylaimus och familjen Monhysteridae. Inga underarter finns listade i Catalogue of Life.